# 後古典期
後古典期（Post Classic period(Stage,era)）是中美洲的考古學的時代劃分。
以瑪雅文明最後在托尼那刻下的長紀曆的10.4.0.0.0.(公元909年)石碑的完成為開始的基準，直到西班牙人在16世紀入侵中美洲。瑪雅文明的崩潰瓦解，原因眾說紛紜，至今仍然無定論，南部地區重鎮成為廢墟，居民四處散去。傳說墨西哥中部地區托爾特克人入侵馬雅地區，並在奇琴伊察留下深厚影響。在西班牙人入侵中美洲的前夕，瑪雅地區到處爭戰不休。

## 參看
- 瑪雅文明
- 中美洲編年